# 名倉明子
名倉 明子（なぐら あきこ、1969年8月5日 -　）は、日本の作曲家。山形大学教授。

## 経歴
1994年、東京芸術大学卒業、1997年、東京芸術大学大学院修了。浦田健次郎、丸太昭三、山田泉、松村禎三に師事。

## 受賞歴
- 第17回現音作曲新人賞（2000年）
- 第70回日本音楽コンクール作曲部門第1位[要説明]（2001年）[要出典]
- 第4回宇都宮エスペール賞（2005年）
- 第2回牧野由多可作曲コンクール佳作（2008年）

## 主な作品
- 2000年 歪んだ花（Alt Sax, Vln, Hp）
- 2001年 モンタージュ（Trp, Vln, Sop, Perc, Hp）
- 2002年 I felt a Funeral, in my Brain（Vocal ens）
- 2004年 鳥（Vocal ens）
- 2004年 Qualia（Vln, Pf）
- 2005年 かぎろひ（邦楽ens）
- 2006年 Banshee（Trp, Vla, Guit）
- 2007年 Henkies（Sax quartet）
- 2007年 遺伝（Vocal ens）
- 2008年 一叢芒（十三絃ソロ）